# Ecnomus hyakinthos
Ecnomus hyakinthos is een schietmot uit de familie Ecnomidae. De soort komt voor in het Oriëntaals gebied.